# Stoen Operator
Stoen Operator Sp. z o.o. (dawniej RWE Stoen Operator Sp. z o.o., innogy Stoen Operator Sp. z o.o.) – operator systemu dystrybucyjnego energii elektrycznej na obszarze Warszawy (z wyłączeniem dzielnicy Wesoła), stanowiący jako całość pojedynczy oddział dystrybucyjny.

## Opis
Przedsiębiorstwo rozpoczęło działalność 1 lipca 2007 w wyniku wprowadzenia obowiązku rozdzielenia sprzedaży i dystrybucji energii elektrycznej.
2 września 2016 spółka zmieniła nazwę z RWE Stoen Operator na innogy Stoen Operator, a w grudniu 2021 na Stoen Operator.